# Plasticines
Plasticines är ett franskt rockband som bildades år 2004 och består av Katty Besnard (sång/gitarr), Marine Neuilly (gitarr), Louise Basilien (bas) och Zazie Tavitian (trummor).

## Diskografi
- LP1 (2007)
- About Love (2009)